# Himerois periphaea
Himerois periphaea är en fjärilsart som beskrevs av Turner 1920. Himerois periphaea ingår i släktet Himerois och familjen nattflyn. Inga underarter finns listade i Catalogue of Life.